# Aszkéta

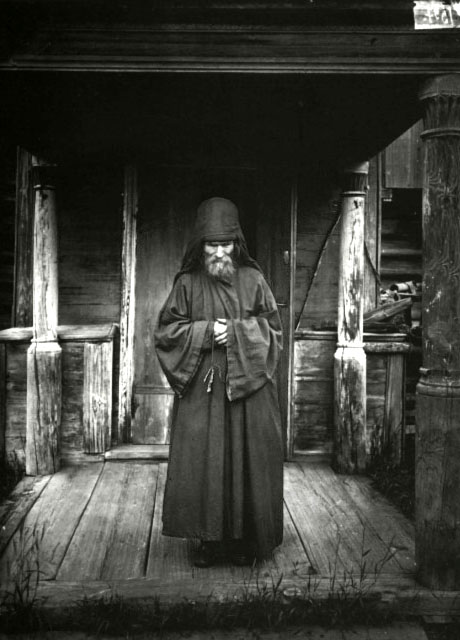
Orosz aszkéta szerzetes (1897)

Aszkéta (a görög aszkeo, „gyakorol” szóból) az általános szóhasználat szerint a szellemi javakért, lelki gyarapodásért önmagát megtagadó személy, aki az aszkézis révén keresi a megváltást.
Eredetileg, az ókori görög világban az aszkéták voltaképpen az atléták voltak.

## Kereszténység
A katolikus egyházban a szó köznyelvi jelentésénél szűkebb értelemben az aszkéta olyan valaki, aki fogadalmat tesz az evangéliumi tanácsok megvalósítására, és egyidejűleg fokozottabban részt vállalt az egyház karitatív tevékenységében. A fogadalom az i. sz. 3. század óta ismert, de voltak aszkéta csoportok már a 2. században is. Az aszkéták eleinte egyházközségükben éltek, de hamarosan a csoportos elkülönülést választották – eleinte időnként a püspökök által elítélt formákban is, mint például amikor a klerikusok fogadalmas szüzekkel (virgines subintroductae) éltek egy fedél alatt.
Az ókeresztény világban az állandó önmegtartóztatásban élő férfiak, nagyjából a 4. századtól gyakorlatilag a remetéket és a szerzeteseket nevezték aszkétáknak.

### Hinduizmusban
- Szannjásza (a lemondás jegyében élt élet)
- Szádhu (vallásos aszkéta)
- Szvámi (szerzetes)

### Buddhizmusban
- Anágárika (lemondott személy)
- Srámanera (szerzetesnövendék)
- Bhikkhu (szerzetes)

### Dzsainizmusban
- digambara és svétámbara szerzetesek

### Iszlám
- Dervis